# Richard Brakenburgh
Richard Brakenburgh ou Brakenburg (Haarlem 1650 - Haarlem 1702) est un peintre de l'Âge d'or de la peinture néerlandaise.

## Œuvres
On lui doit des scènes de genre inspirées des mœurs populaires. Ses œuvres sont conservées à Amsterdam, La Haye, Bruges, Anvers, Paris et Rouen.

## Interprétation en gravure
- La curiosité, gravure de Noël Le Mire d'après Richard Brackenburgh.